# نعيم بن مقرن المزني
نعيم بن مقرن أخو النعمان بن مقرن المزني، خلف أخاه النعمان بن مقرن لما قتل بنهاوند وأخذ الراية فدفعها إلى حذيفة بن اليمان، وكانت على يد نعيم فتوح بفارس . ونعيم وإخوته من جل الصحابة ، ومن وجوه مزينة، وكان عمر بن الخطاب يعرف لنعمان ونعيم فضلهما.
وأبناء مقرن هم النعمان ونعيم وسويد وكلهم كانو قادة بفتح فارس والعراق ومن مشاهير القادة العرب والمسلمين.